# حسن بن إبراهيم بحر العلوم
السيّد حسن بن إبراهيم بن حسين بحر العلوم الطباطبائي (مايو 1866 - 6 أغسطس 1936) شاعر عراقي عثماني. ولد في النجف ونشأ بها في عائلة بارزة تعرف بـآل بحر العلوم. تعلم على والده الذي اشتهر بعلمه وأدبه. ثم تتلمذ على علماء عصره. رغب إلى الأدب وبرع في نظم التواريخ حتى تخصص به، ونظم ديوانًا سماه «التاريخ المنظوم» وهو مخطوط ويضم نحو ألف بيت أرخ فيه لأحداث وشخصيات من أعلام أسرته وعصره، وله أيضًا ديوان شعر. مارس التجارة. ابنه هو محمد صادق بحر العلوم. توفي النجف عن 70 عامًا.

## سيرته
هو حسن بن إبراهيم بن حسين بن رضا بن محمد مهدي بحر العلوم الطباطبائي. ولد أواخر شهر ذي الحجة سنة 1282 هـ/ مايو 1866 في النجف بولاية بغداد العثمانية ونشأ بها. درس على والده أولًا، ثم على علماء عصره، منهم: محمد كاظم اليزدي وفتح الله الإصفهاني وعبد الله المازندراني. ولكنه رغب إلى الأدب وعاش معتمدًا على كسب يديه من تجارة عمل بها. 

توفي يوم 19 جمادى الأولى 1355/ 6 أغسطس 1936 في النجف بالمملكة العراقية ودفن بمقبرة الأسرة. 

## شعره
عرف بكثرة النظم في التواريخ الشعرية، فأرخ بشعره الكثير من المناسبات الدينية والاجتماعية العديدة. خلّف ما يزيد على الألف بيت في أدب التواريخ أرخ فيه وفيات بعض الأعيان. جاء في معجم البابطين عنه «شاعر، أخذ بالتشطير، والتأريخ، ووجه موهبته إلى إزجاء المدائح لآل البيت، ومدحِ أهله أو رثائهم، أو تهنئتهم، وهذا الإطار يؤدي إلى النمطية، وجاهزية العبارات، واختلاط الصفات، وتشابه الأقوال، لأن الغاية من منظوماته واحدة.»  من شعره مشطرًا في مدح علي بن أبي طالب وقد ذيله بقصيدة على الروي والقافية في أهل البيت وختمها في رثاء حسين بن علي:

## وصلات خارجية
- في بوابة الشعراء